# 김대동
김대동(1946년 2월 11일 ~ )은 대한민국의 정치인이다. 제3대 나주시장을 역임했다.

## 역대 선거 결과
|  | 60.7% |

|  | 41.96% |

|  | 50.71% |

|  | 40.99% |

|  | 41.86% |

|  | 13.34% |

|  | 0% |

|  | 27.62% |